# Olympische Sommerspiele 1984/Teilnehmer (Schweden)
| Gelbes Symbol für Goldmedaillen mit stilisierten Olympischen Ringen | Graues Symbol für Silbermedaillen mit stilisierten Olympischen Ringen | Braundes Symbol für Bronzemedaillen mit stilisierten Olympischen Ringen |
| ------------------------------------------------------------------- | --------------------------------------------------------------------- | ----------------------------------------------------------------------- |
| 2                                                                   | 11                                                                    | 6                                                                       |

Schweden nahm an den Olympischen Sommerspielen 1984 in Los Angeles, USA, teil. 174 Athleten, darunter 131 Männer und 43 Frauen, gingen in 19 Sportarten ins Rennen. Fahnenträger bei der Eröffnungsfeier war der Ruderer Hans Svensson.

## Teilnehmer nach Sportarten

### Bogenschießen
| Männer - Gert Bjerendal Einzel: 19. Platz - Göran Bjerendal Einzel: 6. Platz - Tommy Quick Einzel: 27. Platz | Frauen - Liselotte Andersson Einzel: 14. Platz - Ylva Ivarsson Einzel: 26. Platz |

### Boxen
Männer
- Lotfi Ayed
Halbmittelgewicht: 2. Runde

- Håkan Brock
Schwergewicht: Viertelfinale

- Christer Corpi
Halbschwergewicht: 2. Runde

- Vesa Koskela
Weltergewicht: Viertelfinale

- Shadrach Odhiambo
Leichtgewicht: 2. Runde

- Stefan Sjöstrand
Halbweltergewicht: 3. Runde

### Fechten
| Männer - Jerri Bergström Degen, Einzel: 21. Platz Degen, Mannschaft: 5. Platz - Greger Forslöw Degen, Einzel: 43. Platz Degen, Mannschaft: 5. Platz - Kent Hjerpe Degen, Mannschaft: 5. Platz - Jonas Rosén Degen, Mannschaft: 5. Platz - Björne Väggö Degen, Einzel: Silber Degen, Mannschaft: 5. Platz | Frauen - Kerstin Palm Florett, Einzel: 12. Platz |

### Gewichtheben
Männer
- Olavi Blomfjord
I. Schwergewicht: DNF

- Klaus-Göran Nilsson
Mittelschwergewicht: 18. Platz

- Michael Norell
Leichtgewicht: 14. Platz

- Göran Pettersson
II. Schwergewicht: 6. Platz disqualifiziert

- Tom Söderholm
I. Schwergewicht: DNF

- Bertil Sollevi
Leichtschwergewicht: 11. Platz

### Handball
Männer
- 5. Platz

- Kader
Göran Bengtsson
Per Carlén
Lennart Ebbinge
Lars-Erik Hansson
Claes Hellgren
Rolf Hertzberg
Björn Jilsén
Per Jilsén
Mats Lindau
Christer Magnusson
Per Öberg
Peter Olofsson
Mats Olsson
Sten Sjögren
Danny Sjöberg-Augustsson

### Judo
Männer
- Michel Grant
Mittelgewicht: 12. Platz

- Jörgen Häggqvist
Halbleichtgewicht: 11. Platz

- Anders Hellqvist
Ultraleichtgewicht: 18. Platz

- Per Kjellin
Halbmittelgewicht: 14. Platz

### Kanu
| Männer - Bengt Andersson Kajak-Zweier, 1000 Meter:8. Platz - Göran Backlund Canadier-Einer, 500 Meter: Halbfinale Canadier-Einer, 1000 Meter: Halbfinale - Per-Inge Bengtsson Kajak-Zweier, 500 Meter: Silber Kajak-Vierer, 1000 Meter: Silber - Tommy Karls Kajak-Vierer, 1000 Meter: Silber - Lars-Erik Moberg Kajak-Einer, 500 Meter: Silber Kajak-Zweier, 500 Meter: Silber Kajak-Vierer, 1000 Meter: Silber - Thomas Ohlsson Kajak-Vierer, 1000 Meter: Silber - Karl Sundqvist Kajak-Einer, 1000 Meter: 4. Platz Kajak-Zweier, 1000 Meter: 8. Platz | Frauen - Agneta Andersson Kajak-Einer, 500 Meter: Gold Kajak-Zweier, 500 Meter: Gold Kajak-Vierer, 500 Meter: Silber - Eva Karlsson Kajak-Vierer, 500 Meter: Silber - Anna Olsson Kajak-Zweier, 500 Meter: Gold Kajak-Vierer, 500 Meter: Silber - Susanne Wiberg-Gunnarsson Kajak-Vierer, 500 Meter: Silber |

### Leichtathletik
| Männer - Kenth Eldebrink Speerwurf: Bronze - Thomas Eriksson Hochsprung: 13. Platz in der Qualifikation Dreisprung: 18. Platz in der Qualifikation - Mats Erixon 5000 Meter: 12. Platz - Stefan Fernholm Diskuswurf: 8. Platz - Christer Gullstrand 400 Meter Hürden: Vorläufe 4 × 400 Meter: Halbfinale - Bo Gustafsson 50 Kilometer Gehen: Silber - Lauri Tommy Johansson 400 Meter: Vorläufe 4 × 400 Meter: Halbfinale - Eric Josjö 4 × 400 Meter: Halbfinale - Roland Nilsson 50 Kilometer Gehen: disqualifiziert - Thomas Nyberg 400 Meter Hürden: Vorläufe 4 × 400 Meter: Halbfinale - Sven Nylander 400 Meter Hürden: 4. Platz - Tommy Persson Marathon: DNF - Bengt Simonsen 50 Kilometer Gehen: disqualifiziert - Patrik Sjöberg Hochsprung: Silber - Kjell-Erik Ståhl Marathon: DNF - Sören Tallhem Kugelstoßen: 7. Platz - Yngve Wahlander Kugelstoßen: 16. Platz in der Qualifikation - Miro Zalar Stabhochsprung: kein gültiger Versuch in der Qualifikation | Frauen - Eva Ernström 3000 Meter: Vorläufe - Midde Hamrin Marathon: 18. Platz - Jill McCabe 800 Meter: Halbfinale 1500 Meter: Vorläufe - Ann-Louise Skoglund 400 Meter Hürden: 5. Platz - Annette Tånnander Weitsprung: 14. Platz in der Qualifikation Siebenkampf: 14. Platz - Kristine Tånnander Siebenkampf: 12. Platz |

### Moderner Fünfkampf
Männer
- Martin Lamprecht
Einzel: 30. Platz
Mannschaft: 10. Platz

- Roderick Martin
Einzel: 47. Platz
Mannschaft: 10. Platz

- Svante Rasmuson
Einzel: Silber 
Mannschaft: 10. Platz

### Radsport
| Männer - Bengt Asplund 100 Kilometer Mannschaftszeitfahren: 5. Platz - Stefan Brykt Straßenrennen: 32. Platz - Per Christiansson Straßenrennen: 14. Platz 100 Kilometer Mannschaftszeitfahren: 5. Platz - Magnus Knutsson 100 Kilometer Mannschaftszeitfahren: 5. Platz - Håkan Larsson 100 Kilometer Mannschaftszeitfahren: 5. Platz - Kjell Nilsson Straßenrennen: 30. Platz - Lars Wahlqvist Straßenrennen: 26. Platz | Frauen - Marianne Berglund Straßenrennen: 25. Platz - Tuulikki Jahre Straßenrennen: 16. Platz - Kristina Ranudd Straßenrennen: 15. Platz - Paula Westher Straßenrennen: 35. Platz |

### Reiten
- Göran Breisner
Vielseitigkeitsreiten, Einzel: 24. Platz
Vielseitigkeitsreiten, Mannschaft: 8. Platz

- Ingamay Bylund
Dressur, Einzel: 4. Platz
Dressur, Mannschaft: Bronze

- Peter Eriksson
Springen, Einzel: 39. Platz

- Ulla Håkansson
Dressur, Einzel: 12. Platz
Dressur, Mannschaft: Bronze

- Jan Jönsson
Vielseitigkeitsreiten, Einzel: 18. Platz
Vielseitigkeitsreiten, Mannschaft: 8. Platz

- Louise Nathhorst
Dressur, Einzel: 26. Platz
Dressur, Mannschaft: Bronze

- Christian Persson
Vielseitigkeitsreiten, Einzel: 31. Platz
Vielseitigkeitsreiten, Mannschaft: 8. Platz

- Michael Pettersson
Vielseitigkeitsreiten, Einzel: 36. Platz
Vielseitigkeitsreiten, Mannschaft: 8. Platz

### Rhythmische Sportgymnastik
Frauen
- Victoria Bengtsson
Einzel: 19. Platz

### Ringen
Männer
- Frank Andersson
Halbschwergewicht, griechisch-römisch: Bronze 
Halbschwergewicht, Freistil: 4. Runde

- Kent Andersson
Halbfliegengewicht, griechisch-römisch: 5. Platz
Halbfliegengewicht, Freistil: 6. Platz

- Anders Bükk
Fliegengewicht, griechisch-römisch: 2. Runde

- Sören Claesson
Mittelgewicht, griechisch-römisch: Bronze

- Karl-Johan Gustavsson
Schwergewicht, griechisch-römisch: 7. Platz
Schwergewicht, Freistil: 2. Runde

- Kent-Olle Johansson
Federgewicht, griechisch-römisch: Silber

- Tomas Johansson
Superschwergewicht, griechisch-römisch: Silber  wegen Dopings disqualifiziert

- Benni Ljungbeck
Bantamgewicht, griechisch-römisch: 6. Platz

- Lennart Lundell
Mittelgewicht, Freistil: 3. Runde

- Gerry Svensson
Leichtgewicht, griechisch-römisch: 2. Runde

- Roger Tallroth
Weltergewicht, griechisch-römisch: Silber

### Rudern
| Männer - Bengt Nilsson Einer: 9. Platz - Anders Larson, Lars-Åke Lindqvist, Hans Svensson & Anders Wilgotson Vierer ohne Steuermann: 6. Platz | Frauen - Annelie Larsson Einer: 10. Platz - Marie Carlsson & Carina Gustavsson Doppelzweier: 4. Platz |

### Schießen
| Männer - Ove Gunnarsson Schnellfeuerpistole: 37. Platz Freie Pistole: 29. Platz - Christian Heller Luftgewehr: 26. Platz Kleinkaliber, Dreistellungskampf: 17. Platz - Roger Jansson Kleinkaliber, Dreistellungskampf: 11. Platz Kleinkaliber, liegend: 30. Platz - Erland Johansson Laufende Scheibe: 12. Platz - Ove Sjögren Luftgewehr: 12. Platz - Ragnar Skanåker Schnellfeuerpistole: 34. Platz Freie Pistole: Silber - Hans Strand Kleinkaliber, liegend: 6. Platz | Offene Klasse - Anders Berglind Skeet: 5. Platz - Christian Ek Skeet: 33. Platz - Johnny Påhlsson Trap: 8. Platz | Frauen - Kristina Fries Sportpistole: 5. Platz - Christina Gustafsson Luftgewehr: 11. Platz Kleinkaliber, Dreistellungskampf: 9. Platz - Margareta Gustafsson Luftgewehr: 23. Platz Kleinkaliber, Dreistellungskampf: 14. Platz - Cris Kajd Sportpistole: 11. Platz |

### Schwimmen
| Männer - Bengt Baron 4 × 100 Meter Freistil: Bronze 100 Meter Rücken: 6. Platz 100 Meter Schmetterling: 8. Platz 4 × 100 Meter Lagen: 5. Platz - Peter Berggren 100 Meter Brust: 16. Platz 4 × 100 Meter Lagen: 5. Platz - Hans Fredin 100 Meter Rücken: 13. Platz 200 Meter Rücken: 18. Platz - Anders Grillhammar 400 Meter Freistil: 21. Platz - Anders Holmertz 200 Meter Freistil: 12. Platz 400 Meter Freistil: 23. Platz 1500 Meter Freistil: 22. Platz 4 × 200 Meter Freistil: 6. Platz - Per Johansson 100 Meter Freistil: Bronze 4 × 100 Meter Freistil: Bronze 4 × 100 Meter Lagen: 5. Platz - Thomas Lejdström 100 Meter Freistil: 13. Platz 200 Meter Freistil: 16. Platz 4 × 100 Meter Freistil: Bronze 4 × 200 Meter Freistil: 6. Platz 200 Meter Schmetterling: 21. Platz 4 × 100 Meter Lagen: 5. Platz - Rikard Milton 4 × 100 Meter Freistil: Bronze - Mikael Örn 4 × 100 Meter Freistil: Bronze 4 × 200 Meter Freistil: 6. Platz 200 Meter Lagen: 16. Platz - Anders Peterson 200 Meter Lagen: 20. Platz 400 Meter Lagen: 9. Platz - Michael Söderlund 4 × 100 Meter Freistil: Bronze 4 × 200 Meter Freistil: 6. Platz 200 Meter Rücken: 11. Platz 4 × 100 Meter Lagen: 5. Platz - Tommy Werner 4 × 200 Meter Freistil: 6. Platz | Frauen - Agneta Eriksson 100 Meter Freistil: 15. Platz 4 × 100 Meter Freistil: 7. Platz 100 Meter Schmetterling: 12. Platz 4 × 100 Meter Lagen: 7. Platz - Anna-Karin Eriksson 100 Meter Rücken: 20. Platz 4 × 100 Meter Lagen: 7. Platz - Karin Furuhed 4 × 100 Meter Freistil: 7. Platz - Eva-Marie Håkansson 100 Meter Brust: 5. Platz 4 × 100 Meter Lagen: 7. Platz - Petra Hildér 4 × 100 Meter Freistil: 7. Platz - Annelie Holmström 100 Meter Brust: 16. Platz 200 Meter Brust: 14. Platz - Maria Kardum 100 Meter Freistil: 16. Platz 4 × 100 Meter Freistil: 7. Platz 200 Meter Lagen: 18. Platz 4 × 100 Meter Lagen: 7. Platz - Sofia Kraft 200 Meter Rücken: 15. Platz 400 Meter Lagen: 10. Platz - Ann Linder 200 Meter Freistil: 12. Platz 400 Meter Freistil: 11. Platz 800 Meter Freistil: 9. Platz - Agneta Mårtensson 100 Meter Schmetterling: 17. Platz - Anette Philipsson 200 Meter Lagen: 12. Platz - Malin Rundgren 4 × 100 Meter Freistil: 7. Platz |

### Segeln
- Hans Nyström
Windsurfen: 10. Platz

- Ingvar Bengtsson
Finn-Dinghy: 10. Platz

- Magnus Holmberg & Dan Lovén
470er: 16. Platz

- Kent Carlsson & Henrik Eyermann
Star: 4. Platz

- Göran Marström & Krister Söderqvist
Tornado: 10. Platz

- Bengt Hagander & Magnus Kjell
Flying Dutchman: 9. Platz

- Magnus Gråvare, Martin Gråvare & Erik Wallin
Soling: 10. Platz

### Turnen
| Männer - Johan Jonasson Einzelmehrkampf: 66. Platz in der Qualifikation Boden: 49. Platz in der Qualifikation Pferd: 66. Platz in der Qualifikation Barren: 66. Platz in der Qualifikation Reck: 70. Platz in der Qualifikation Ringe: 55. Platz in der Qualifikation Seitpferd: 38. Platz in der Qualifikation | Frauen - Lena Adomat Einzelmehrkampf: 35. Platz Boden: 43. Platz in der Qualifikation Pferd: 65. Platz in der Qualifikation Stufenbarren: 61. Platz in der Qualifikation Schwebebalken: 48. Platz in der Qualifikation |

### Wasserspringen
Frauen
- Anita Rossing-Brown
Kunstspringen: 11. Platz

- Marianne Weinås
Turmspringen: 14. Platz in der Qualifikation